# Белинда Карлајл
Белинда Џо Карлајл (енгл. Belinda Jo Carlisle; Лос Анђелес, 17. август 1958) америчка је певачица која је стекла светску славу као чланица женске рок групе The Go-Go's. Ова група је један од најуспешнијих женских бендова свих времена и прва група чији су чланови писали своје песме и свирали своје инструменте. Група је продала више од 7 милиона албума за само три године, а њихове песме су се налазиле на врху топ-листе Билборд (Billboard charts). После распада групе 1985. Белинда је започела успешну соло каријеру хитовима "Mad About You", "Heaven Is a Place on Earth", "I Get Weak", "Circle in the Sand", "Leave a Light On", "Summer Rain". Ове песме су постигле велики успех у САД, Великој Британији и широм света. Њена аутобиографија „Незапечаћене усне“ (Lips Unsealed), објављена јуна 2010, је достигла место број 27 на листи најпродаванијих књига листа „Њујорк тајмс“ (The New York Times Best Seller list) и добила повољне критике. 11. августа 2011, као чланица групе The Go-Go's, добила је звезду на Холивудском булевару славних (Hollywood Walk of Fame).
Године 1986. Белинда Карлајл се удала за Моргана Мејсона, филмског продуцента и бившег специјалног помоћника председника САД Роналда Регана. Морган Мејсон, син покојног британског глумца Џејмса Мејсона, се појавио у неколико видео-спотова своје супруге. Пар је 27. априла 1992. добио сина Џејмса Дјука Мејсона.

## Албуми
- Belinda (1986) #13 US (Gold)
- Heaven on Earth (1987) #13 US (Platinum), #4 UK (3x Platinum)
- Runaway Horses (1989) #37 US (Gold), #4 UK (2x Platinum)
- Live Your Life Be Free (1991) #7 UK (Gold)
- The Best Of Belinda Volume 1 (1992) #1 UK (2x Platinum)
- Real (1993) #9 UK
- A Woman and a Man (1996) #7 UK (Gold)
- A Place On Earth - The Greatest Hits (1999) #15 UK (Silver)
- Voila! (2007)
- Icon - The Best of (2013)

## Синглови
- „Mad About You“ (1986) #3 US, #25 A/C US, #9 AUS, #67 UK (nové vydanie v 1988)
- „I Feel The Magic“ (1986) #82 US
- „Band of Gold“ (1986)
- „Since You've Gone“ (1986) promo
- „Heaven Is a Place on Earth“ (1987) #1 US, #7 A/C US, #1 UK (Silver), #2 AUS
- „I Get Weak“ (1988) #2 US, #9 A/C US, #10 UK, #34 AUS
- „Circle in the Sand“ (1988) #7 US, #5 A/C US, #4 UK
- „I Feel Free“ (1988) #88 US
- „World Without You“ (1988) #34 UK
- „Love Never Dies“ (1988) #54 UK
- „Leave A Light On“ (1989) #11 US, #8 A/C US, #4 UK (Silver), #5 AUS
- „La Luna“ (1989) #38 UK, #21 AUS
- „Runaway Horses" (1990) #40 UK, #44 AUS
- „Vision of You“ (1990) #41 UK
- „Blue Period“ (so Smithereens) #99 UK
- „Summer Rain“ (1990) #30 US, #29 A/C US, #23 UK, #6 AUS
- „(We Want) the Same Thing“ (1990) #6 UK
- „Vision of You“ (nové vydanie v 1991) #71 UK
- „Live Your Life Be Free“ (1991) #12 UK, #13 AUS
- „Do You Feel Like I Feel?“ (1991) #73 US, #29 UK, #42 AUS
- „Half The World“ (1992) #35 UK
- „Little Black Book“ (1992) #28 UK
- „It's Too Real (Big Scary Animal)“ (1993) #12 UK, #56 AUS
- „Lay Down Your Arms“ (1993) #27 UK
- „In Too Deep“ (1996) #6 UK, #11 AUS
- „Always Breaking My Heart“ (1996) #8 UK, #50 AUS
- „Love In The Key Of C“ (1996) #20 UK
- „California“ (1997) #31 UK
- „I Won't Say (I'm In Love)“ (1997)
- „All God's Children“ (1999) #66 UK
- „A Prayer for Everyone“ (2000) promo
- "Sun" (2013)